# جيلمان لوي
جيلمان لوي (بالإنجليزية: Gilman Louie)‏ هو مصمم أمريكي، ولد في 1960.